# Therese av Sachsen-Hildburghausen

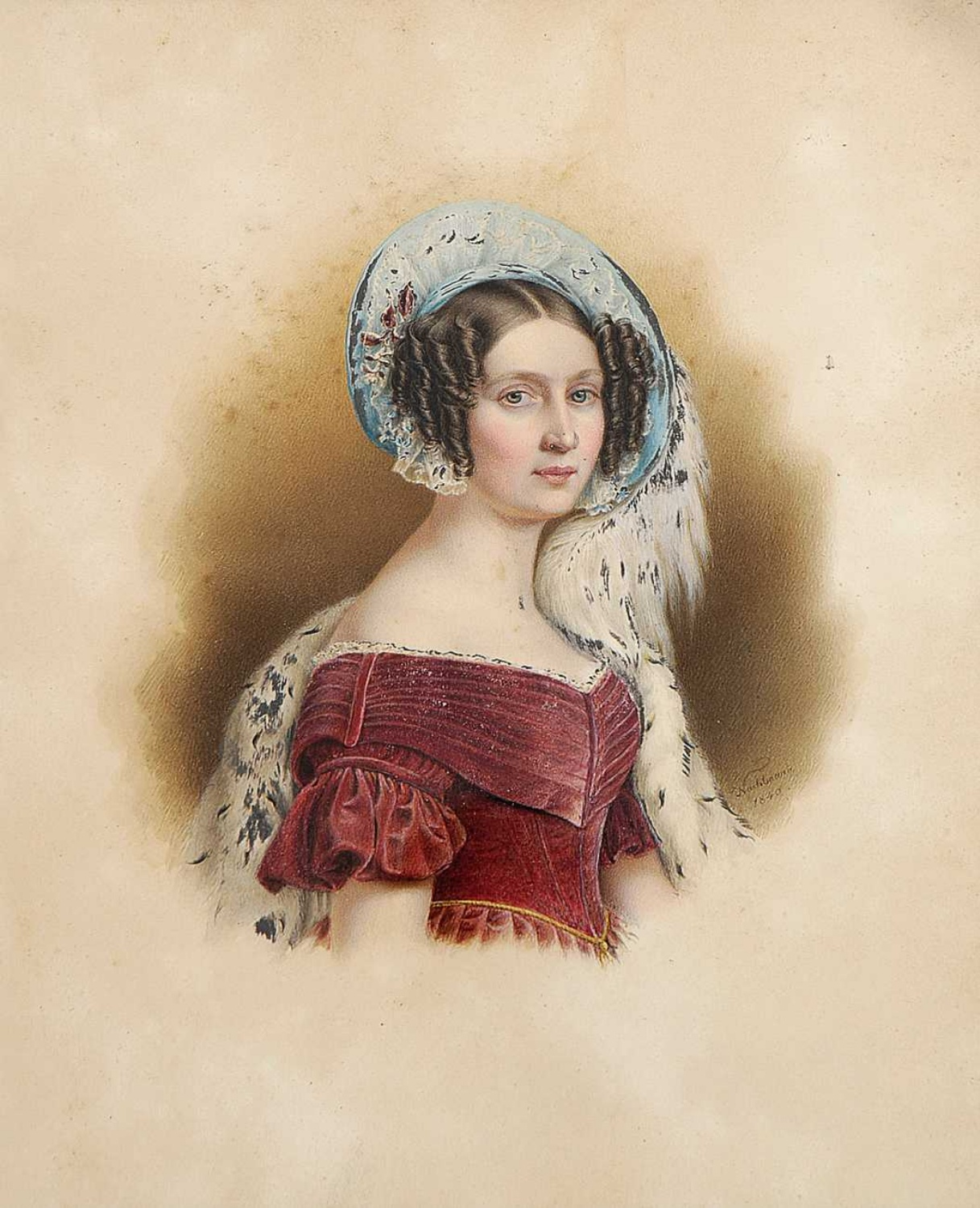
Drottning Therese ca 1840

Therese Charlotte Luise av Sachsen-Hildburghausen, född 8 juli 1792 i Seidingstadt, Sachsen-Hildburghausen, död 26 oktober 1854 i München, var drottning av Bayern.

## Bakgrund
Therese var dotter till hertig Fredrik av Sachsen-Altenburg och dennes hustru Charlotte. Hon var systerdotter till drottning Louise av Preussen och drottning Fredrika av Mecklenburg-Strelitz. Therese var faster och gudmor till prinsessan Therese av Sachsen Altenburg som 1864 blev prinsessa av Sverige och Norge genom sitt giftermål med prins August, hertig av Dalarna. 
År 1809 fanns hon med på en lista över europeiska prinsessor som Napoleon I eventuellt skulle kunna gifta sig med efter skilsmässan från Joséphine de Beauharnais. Napoleon gifte sig dock med Marie Louise av Österrike i april 1810. Den 12 oktober 1810 gifte sig Therese med kronprins Ludvig av Bayern. Bröllopsfestligheterna pågick i flera dagar på en äng utanför en av stadsportarna och gav upphov till den årligen återkommande Oktoberfest på Theresienwiese i München.

## Drottning
När Ludvig övertog tronen 1825 blev Therese drottning av Bayern. Hon var mycket populär och betraktades som en idealbild av en god mor, lydig hustru och barmhärtig drottning. Hon var involverad i mängder av sociala projekt och välgörenhetsorganisationer för fattiga, änkor och föräldralösa. Hon hade ett visst politiskt inflytande och deltog i en del politiska frågor.
Hon plågades dock svårt och kände sig förödmjukad över makens ständiga otrohet och tvekade inte att demonstrera detta: 1831 reste hon bort under en av hans kärleksaffärer, 1846 vägrade hon tala med honom. 
1848 uppkom det oroligheter, åtminstone delvis på grund av hans förhållande med den irländska dansösen Lola Montez vilket ledde till att han den 20 mars 1848 avsade sig kronan. Therese hade dessförinnan fått finna sig i att Lola upphöjdes till grevinna av Landsberg och fick ett eget hus; hon möttes med stor sympati av allmänheten under denna affär. 
Therese dog 1854 i München av kolera.

## Barn
- Maximilian II av Bayern, 1811–1864, kung av Bayern
- Mathilde av Bayern, 1813–1862, gift med storhertigen Ludvig III av Hessen-Darmstadt
- Otto I av Grekland, 1815–1867
- Theodolinde Charlotte Luise av Bayern, 1816–1817
- Luitpold av Bayern, 1821–1912
- Adelgunde av Bayern, 1823–1914, gift med Frans V av Modena
- Hildegard av Bayern, 1825–1864, gift med ärkehertig Albrecht av Österrike-Teschen
- Alexandra Amalie av Bayern, 1826–1875
- Adalbert Wilhelm av Bayern, 1828–1875